# Pelerinaj

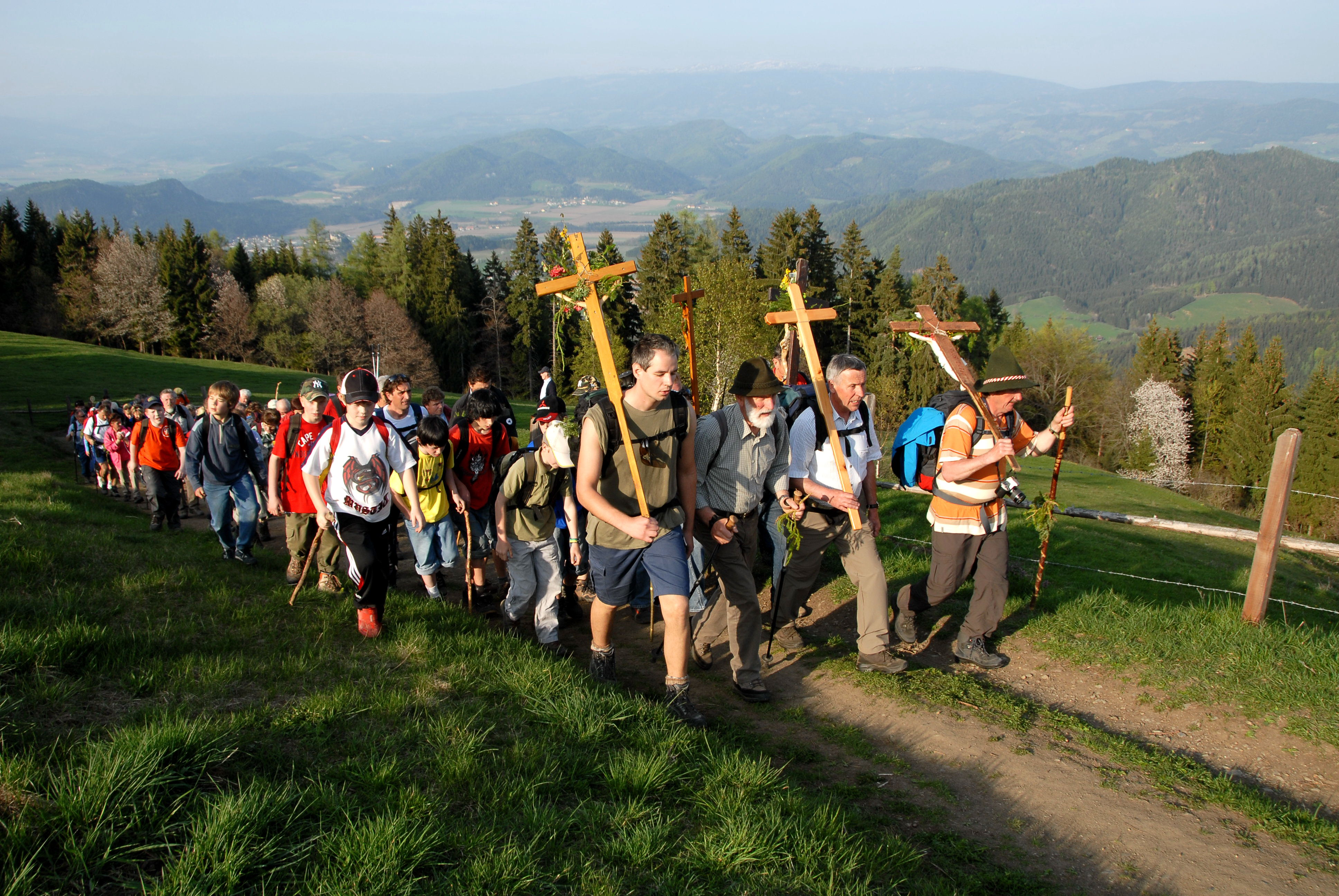
Pelerinaj pe Muntele Magdalena în comunitatea Magdalensberg, districtul Klagenfurt, Carintia, Austria

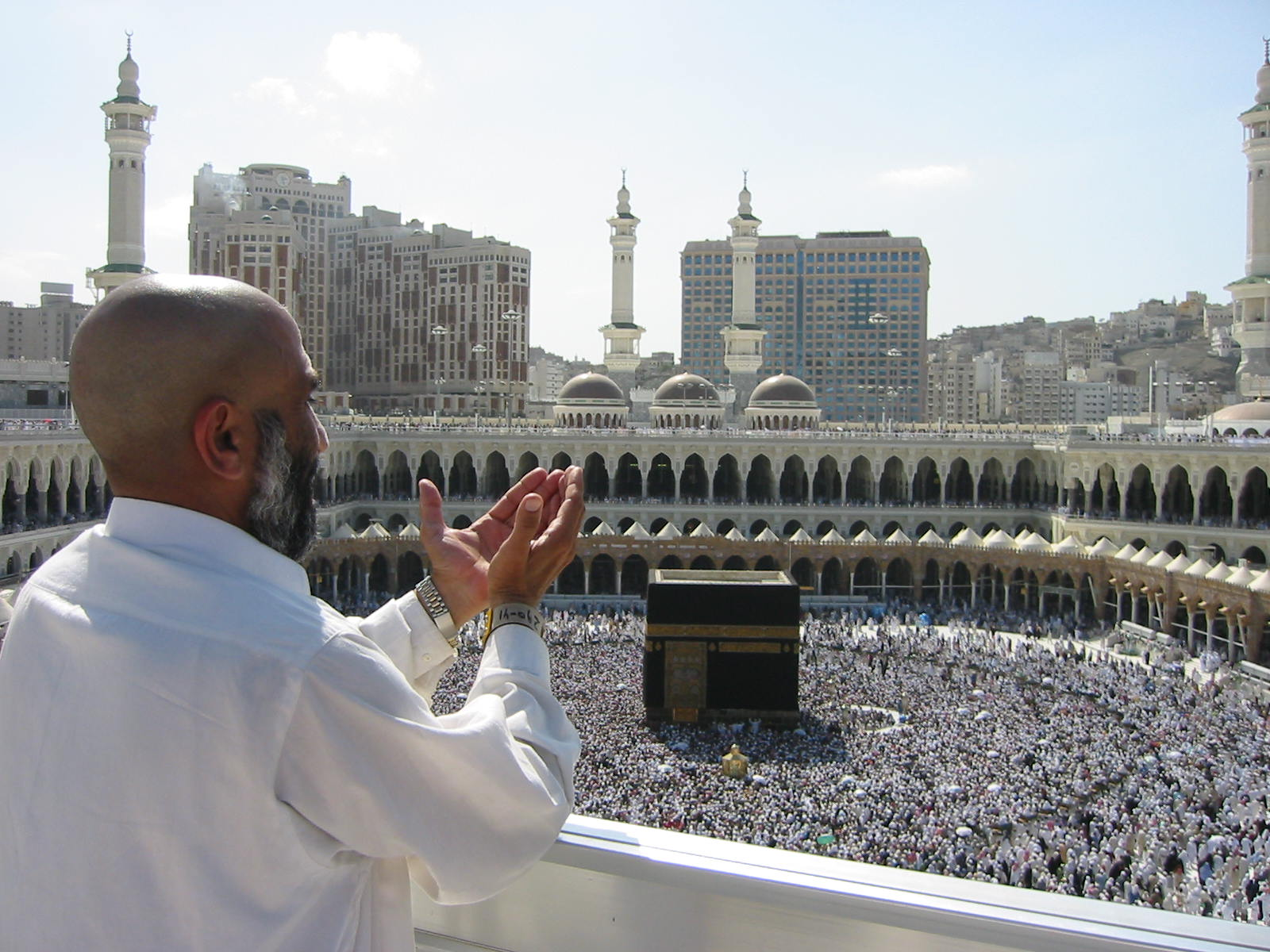
Pelerinajul musulmanilor de la Mecca (Hajj), cel mai mare pelerinaj anual din întreaga lume.

Pelerinajul este o formă de procesiune religioasă care se prezintă sub forma unei deplasări cu biserica a unui grup de credincioși pelerini, pe jos sau mai nou cu diferite mijloace de transport la un loc declarat sfânt. Acesta poate să fie o biserică, templu, moschee, munte, fântână, izvor, peșteră etc. Pelerinajul se practică în toate religiile din lume, unele drumuri și locuri de pelerinaj devenind renumite. Astfel pentru creștini sunt: Ierusalim, Roma, Santiago de Compostela (cu Drumul Sfântului Iacob), Lourdes. Țelul pelerinilor evangheliști luterani este Loccum- Volkenroda, iar pentru lumea musulmană Mecca, unde este organizat cel mai mare pelerinaj anual din lume (Hajj).

## Pelerinajul în România
În România, pelerinajul se desfășoară în fiecare an în luna octombrie la Iași la moaștele Sfintei Cuvioase Parascheva.
Acesta este cel mai mare loc de pelerinaj din România și unul dintre cele mai importante din această parte a Europei.
Un alt moment de pelerinaj este ziua de 15 august, cu ocazia Adormirii Maicii Domnului.
În Maramureș, sărbătoarea religioasă este numită popular „Sfânta Mărie Mare”. Un important pelerinaj se desfășoară, zilnic, la Mănăstirea Prislop, din județul Hunedoara, la mormântul părintelui Arsenie Boca. 
De Rusaliile romano-catolice, în fiecare an se organizează un mare pelerinaj la mănăstirea de la Șumuleu Ciuc.

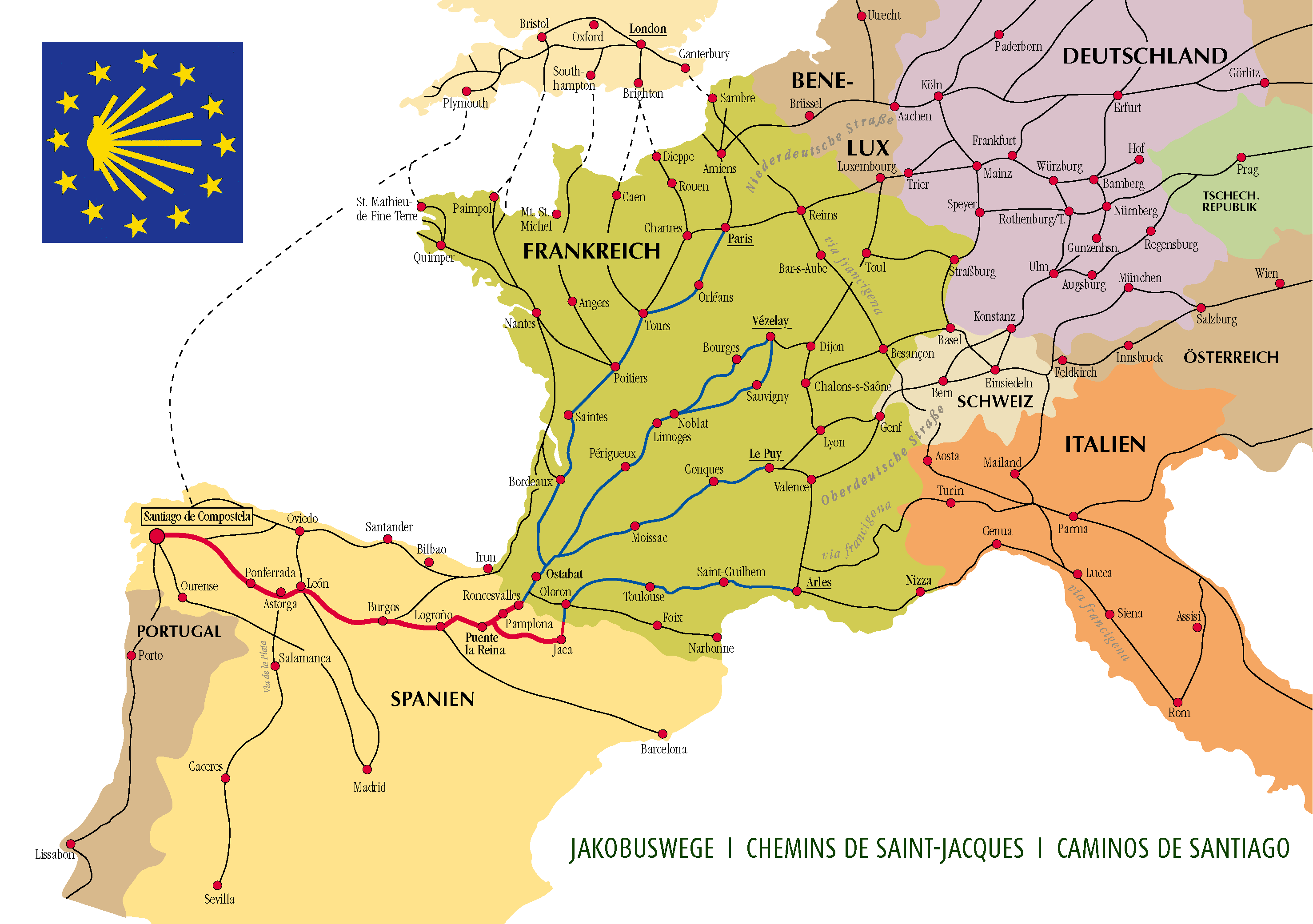
Drumul lui Iacob
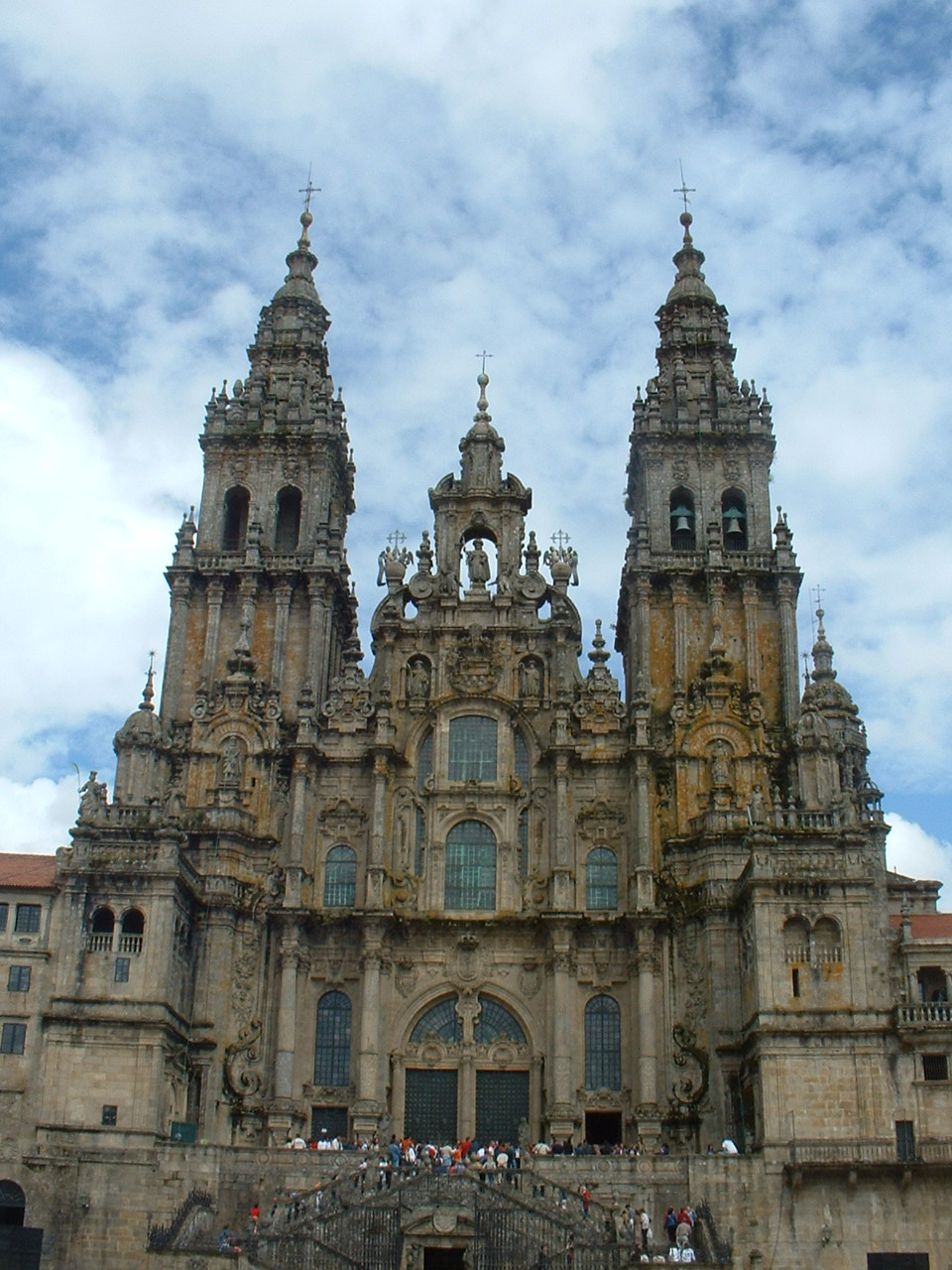
Catedrala din Santiago